# Модерівка
Модерівка (пол. Moderówka) — село в Польщі, у гміні Єдліче Кросненського повіту Підкарпатського воєводства.
Населення — 1258 осіб (2011).

## Історія
Первісним населенням були русини-лемки, які з часом полонізувались. Вони належали до греко-католицької парафії Ріпник Короснянського деканату.
У 1975—1998 роках село належало до Кросненського воєводства.

## Демографія
Демографічна структура станом на 31 березня 2011 року:
|          | Загалом | Допрацездатний вік | Працездатний вік | Постпрацездатний вік |
| -------- | ------- | ------------------ | ---------------- | -------------------- |
| Чоловіки | 608     | 128                | 414              | 66                   |
| Жінки    | 650     | 118                | 365              | 167                  |
| Разом    | 1258    | 246                | 779              | 233                  |